# Ga Bang Wa BTS
Ga Bang Wa (tiếng Thái: สถานีบางหว้า, phát âm [sā.tʰǎː.nīː bāːŋ wâː])) là một ga BTS Tuyến Silom và MRT Tuyến Xanh dương ở quận Phasi Charoen, Bangkok, Thái Lan. Nhà ga nằm giữa ngã tư Đường Krung Thon Buri và Đường Phetkasem. Nó là ga giao nhau giữa BTS Tuyến Silom và MRT Tuyến Xanh dương, tạo nên sự trung chuyển trực tiếp, nhưng giá vé và hệ thống vé lại khác biệt giữa hai tuyến. Ngoài làm ga trung chuyển giữa MRT và Skytrain, Bang Wa là nhà ga duy nhất trên cả hai hệ thống đều đặt trùng tên cho nhà ga, còn lại các ga chuyển đổi khác trên BTS Skytrain (Asok, Sala Daeng, Mo Chit, và Ha Yaek Lat Phrao) tất cả đều có tên riêng cho hệ thống MRT (ga Sukhumvit, Si Lom, công viên Chatuchak, và Phahon Yothin).

## Bố trí ga
| U4 Ke ga (MRT)                 | Ke ga, cửa sẽ mở phía bên trái | Ke ga, cửa sẽ mở phía bên trái                                                |
| U4 Ke ga (MRT)                 | Ke ga 1                        | MRT hướng đi Lak Song (Phetkasem 48)                                          |
| U4 Ke ga (MRT)                 | Ke ga 2                        | MRT hướng đi Tha Phra (Bang Phai)                                             |
| U4 Ke ga (MRT)                 | Ke ga, cửa sẽ mở phía bên trái |                                                                               |
| U3 Ke ga (BTS) Phòng chờ (MRT) | Tầng bán vé                    | Lối thoát 1–5, trung tâm dịch vụ khách hàng Quầy bán vé, máy bán vé, cửa hàng |
| U3 Ke ga (BTS) Phòng chờ (MRT) |                                |                                                                               |
| U3 Ke ga (BTS) Phòng chờ (MRT) | Ke ga, cửa sẽ mở phía bên trái |                                                                               |
| U3 Ke ga (BTS) Phòng chờ (MRT) | Ke ga 4                        | Silom hướng đi Sân vận động quốc gia (Wutthakat)                              |
| U3 Ke ga (BTS) Phòng chờ (MRT) | Ke ga 3                        | Silom ke ga cuối                                                              |
| U3 Ke ga (BTS) Phòng chờ (MRT) | Ke ga, cửa sẽ mở phía bên trái |                                                                               |
| U2 Phòng chờ (BTS)             | Tầng bán vé                    | Lối thoát 1–5, trung tâm dịch vụ khách hàng Quầy bán vé, máy bán vé, cửa hàng |
| G Đường đi                     | -                              | Trạm xe buýt Bến Bang Wa, Ngân hàng Nông nghiệp và Hợp tác xã Nông nghiệp     |

## Hình ảnh

### Ga BTS

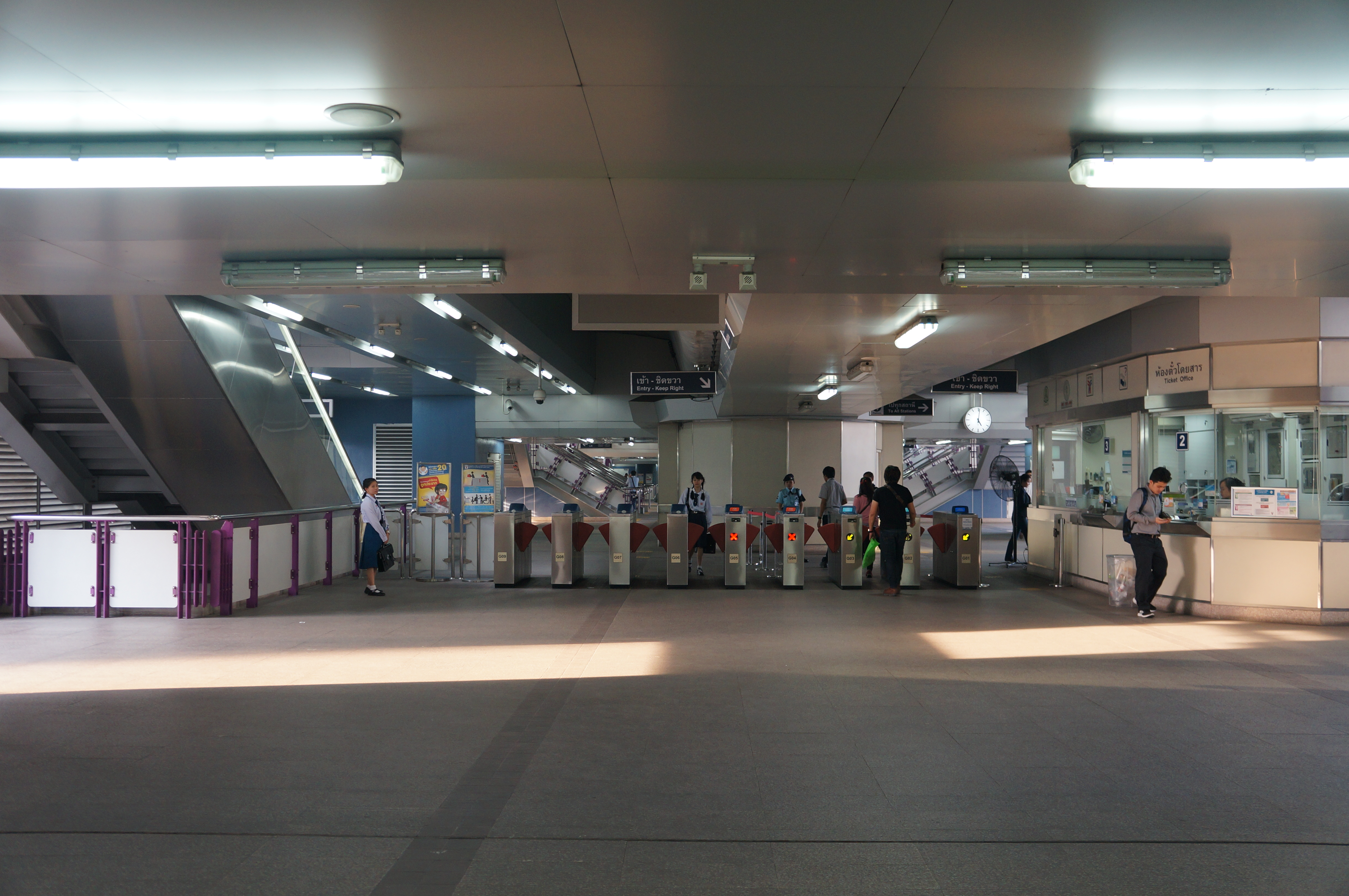
Quầy bán vé BTS Tuyến Silom
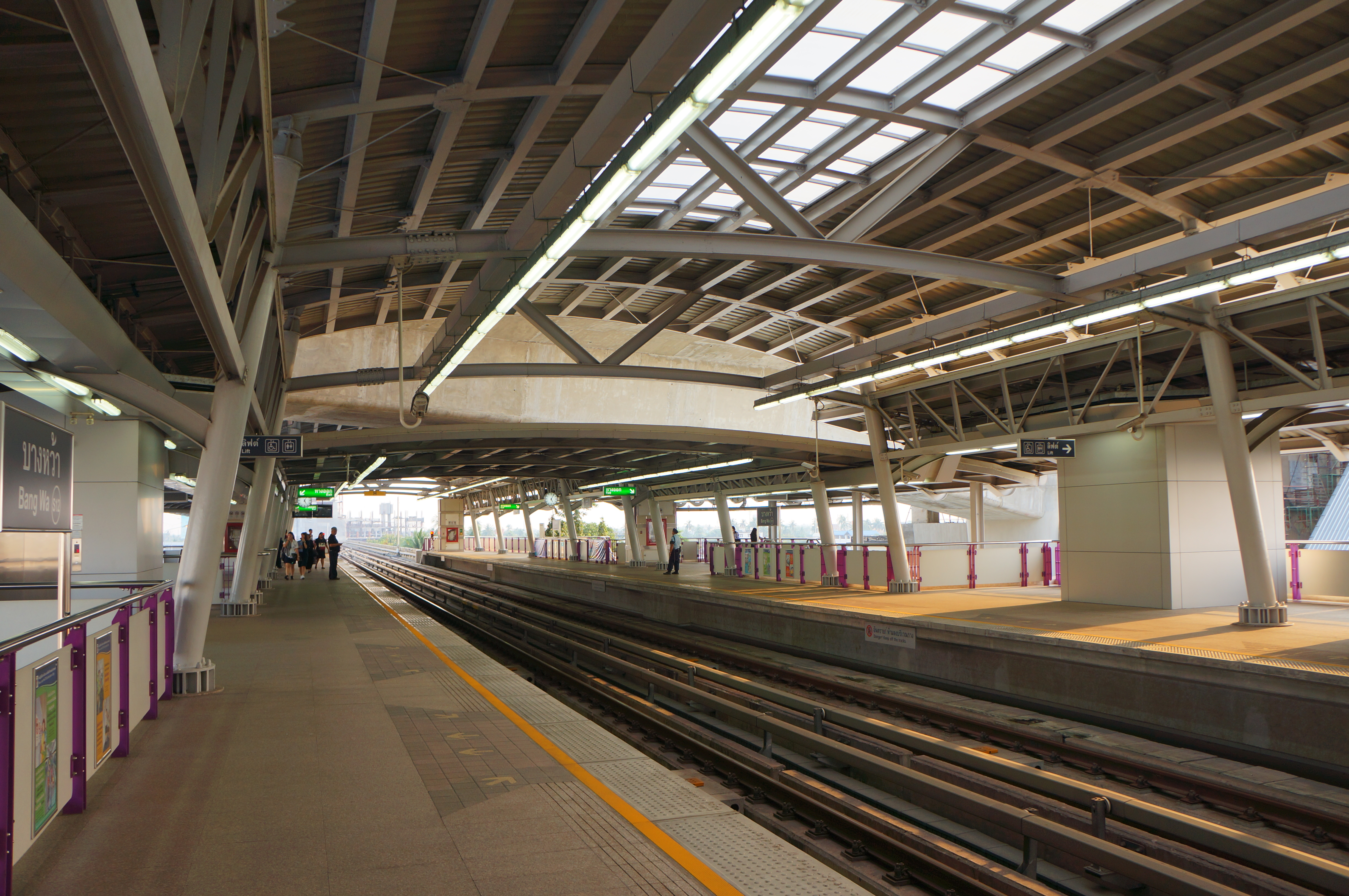
Ke ga Tuyến Silom
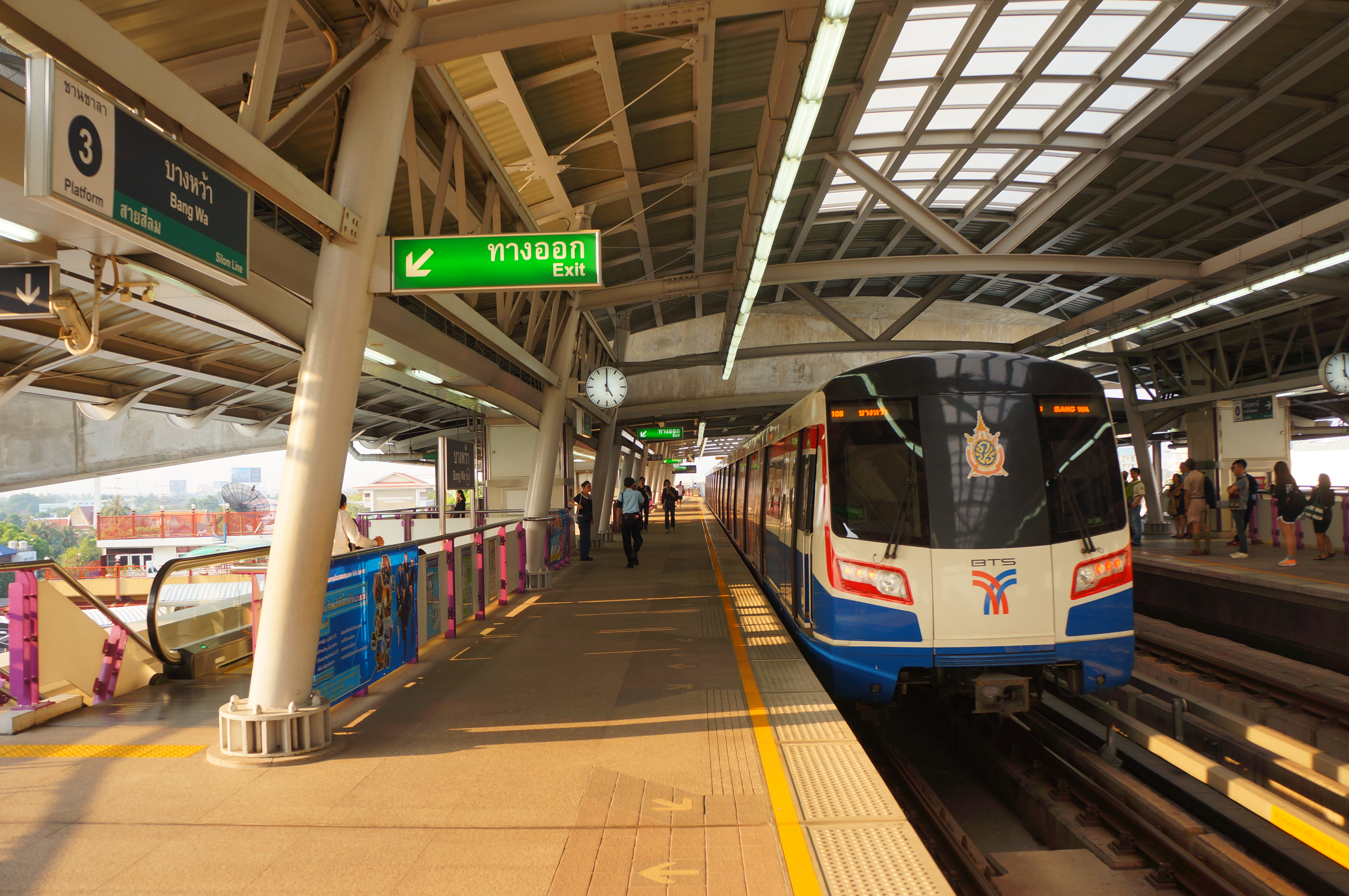
Ke ga Tuyến Silom
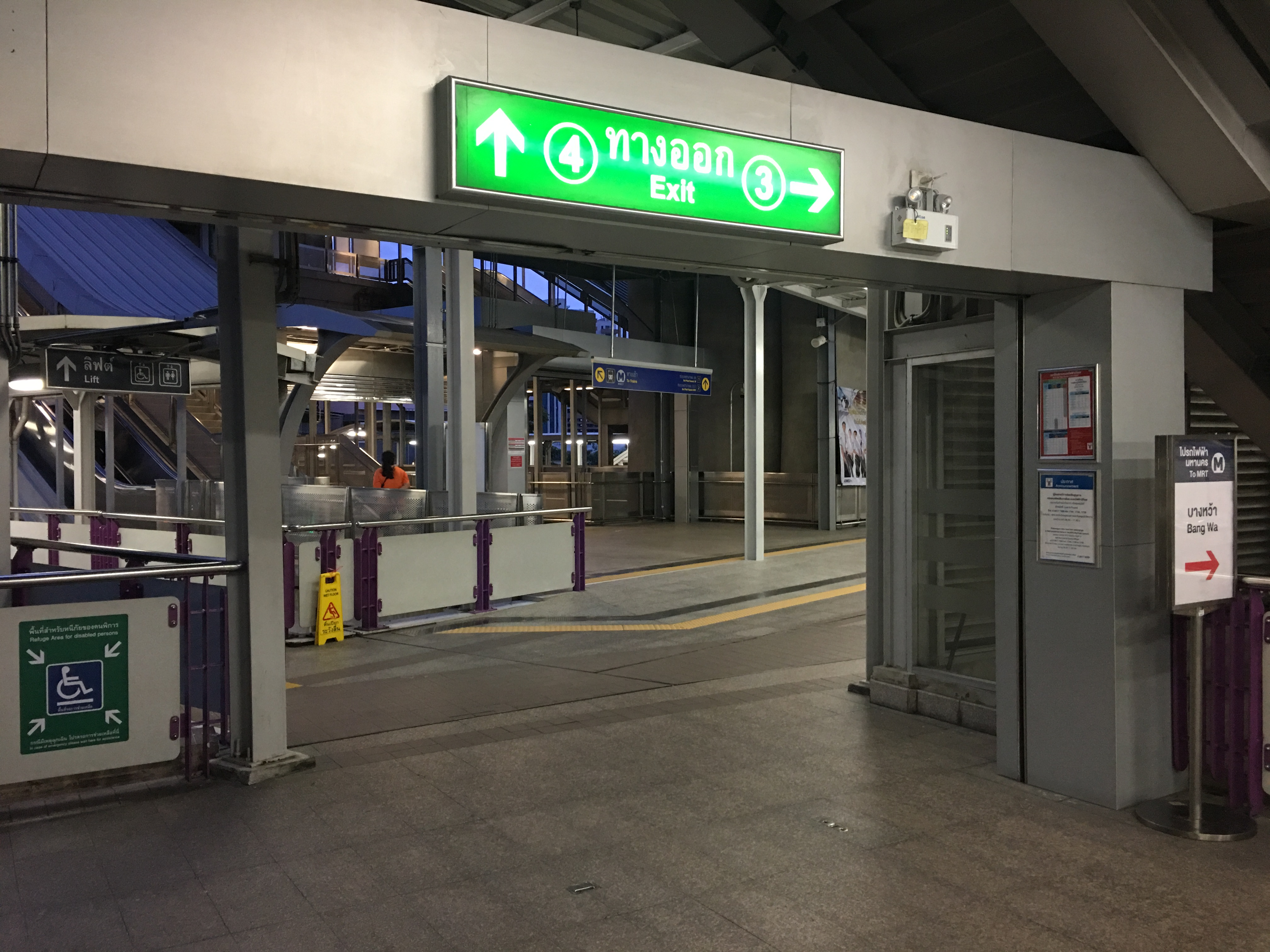
Điểm chuyển đổi
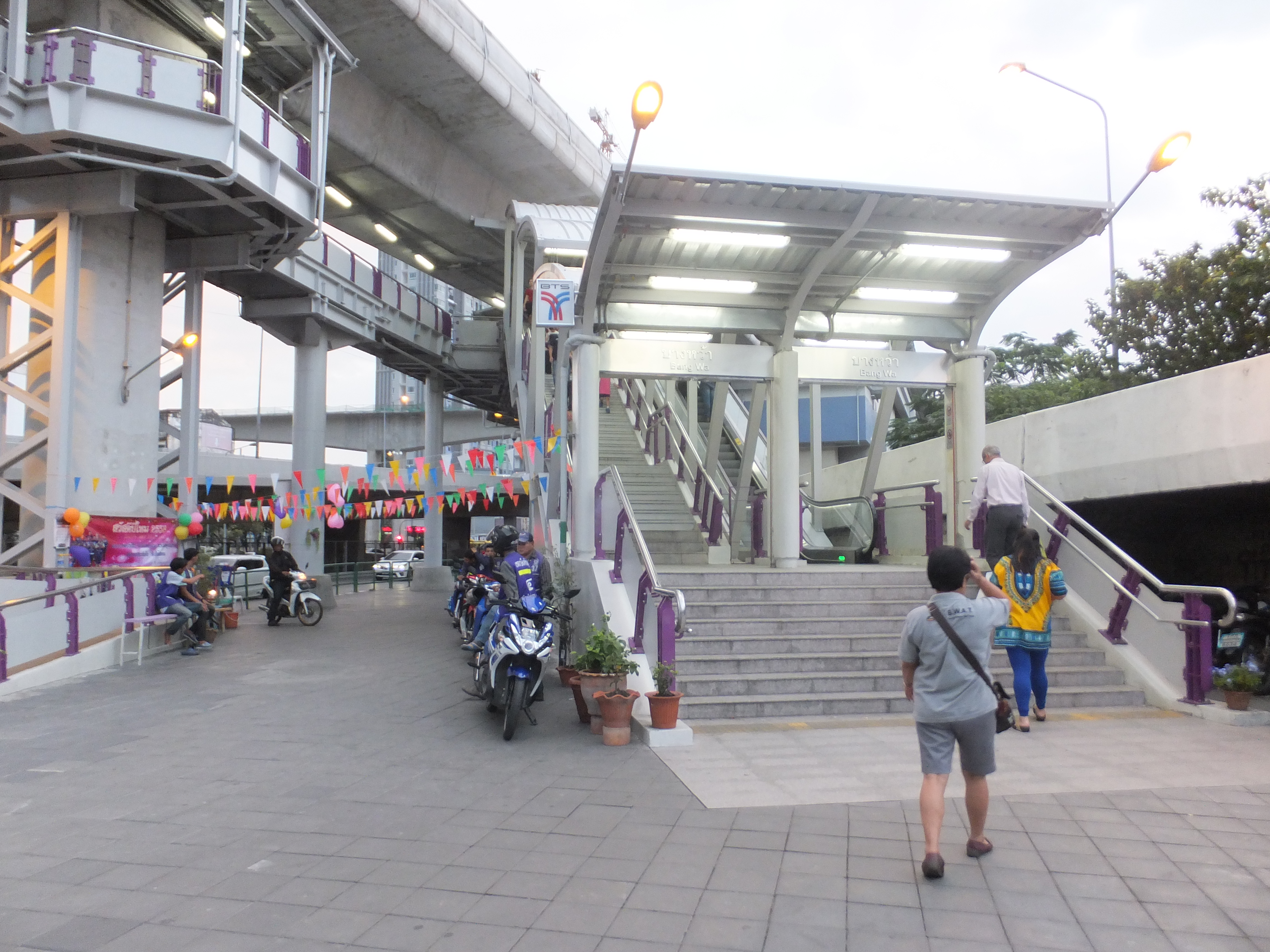
Lối vào ga
Bảng hiệu ga Bang Wa trước khi mở cửa MRT
Bảng hiệu ga Bang Wa (BTS) sau khi mở cửa MRT

### Ga MRT

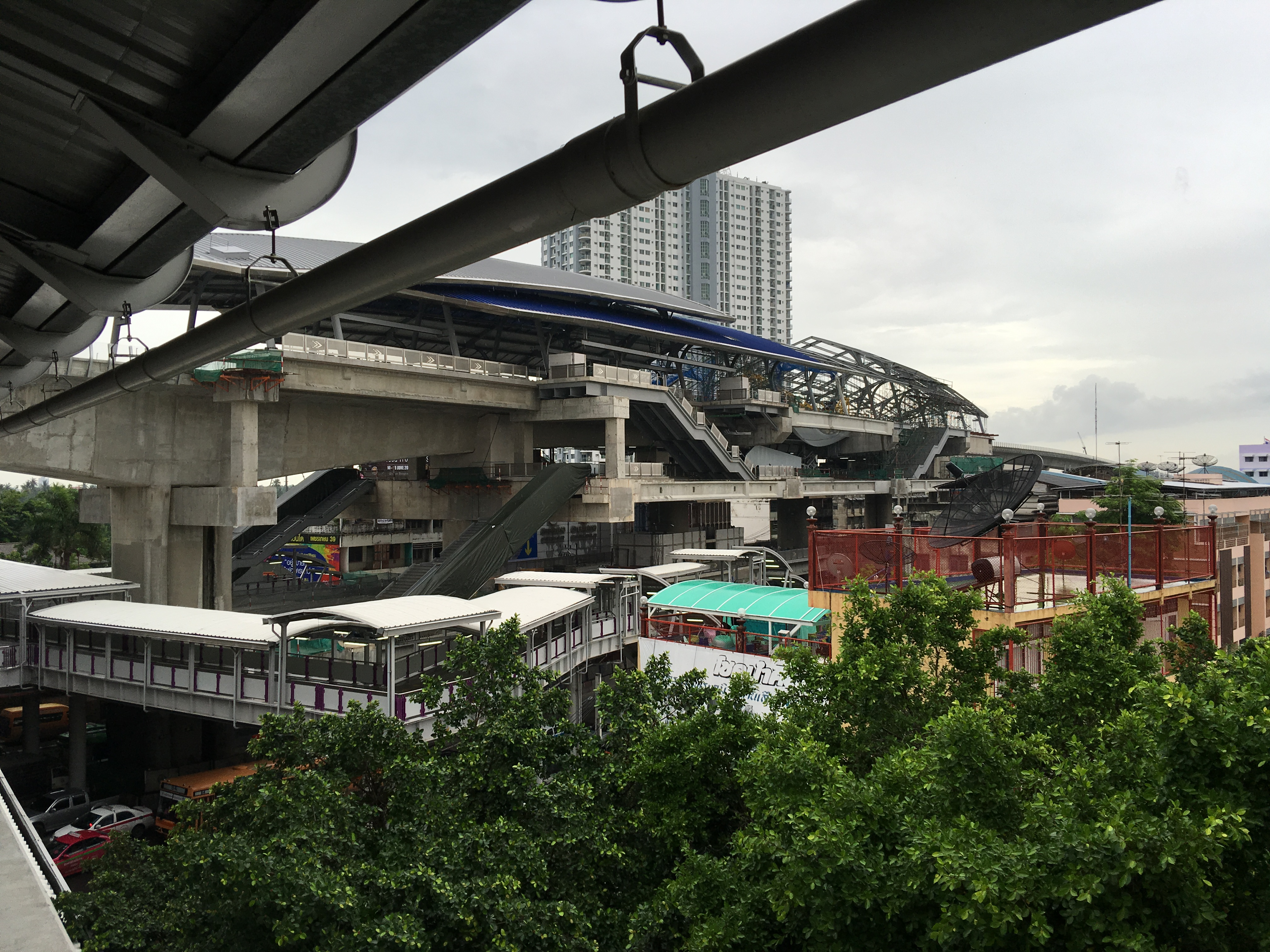
Ga MRT đang xây dựng (ảnh chụp từ ke ga BTS)
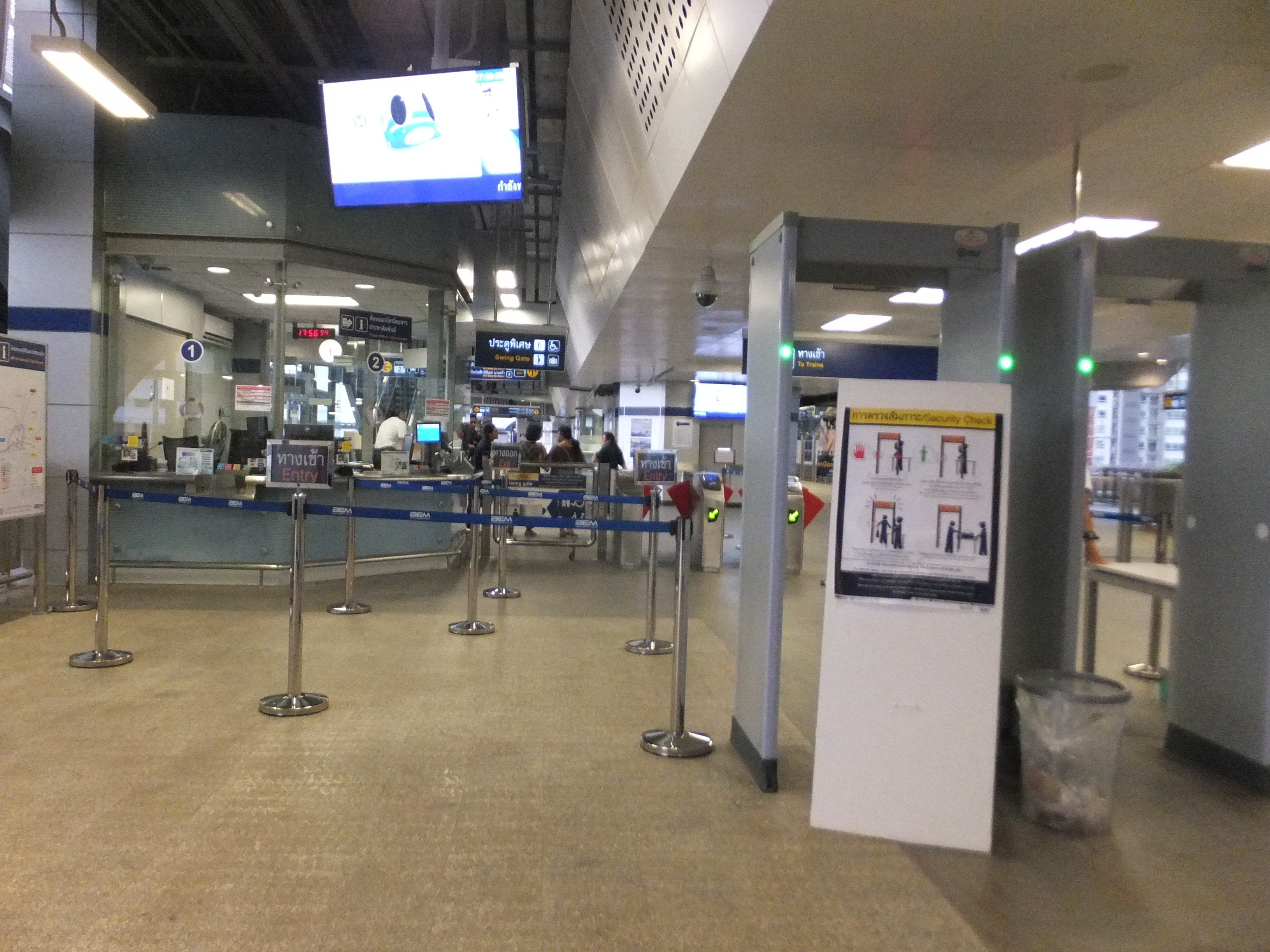
Quầy bán vé MRT Tuyến xanh dương
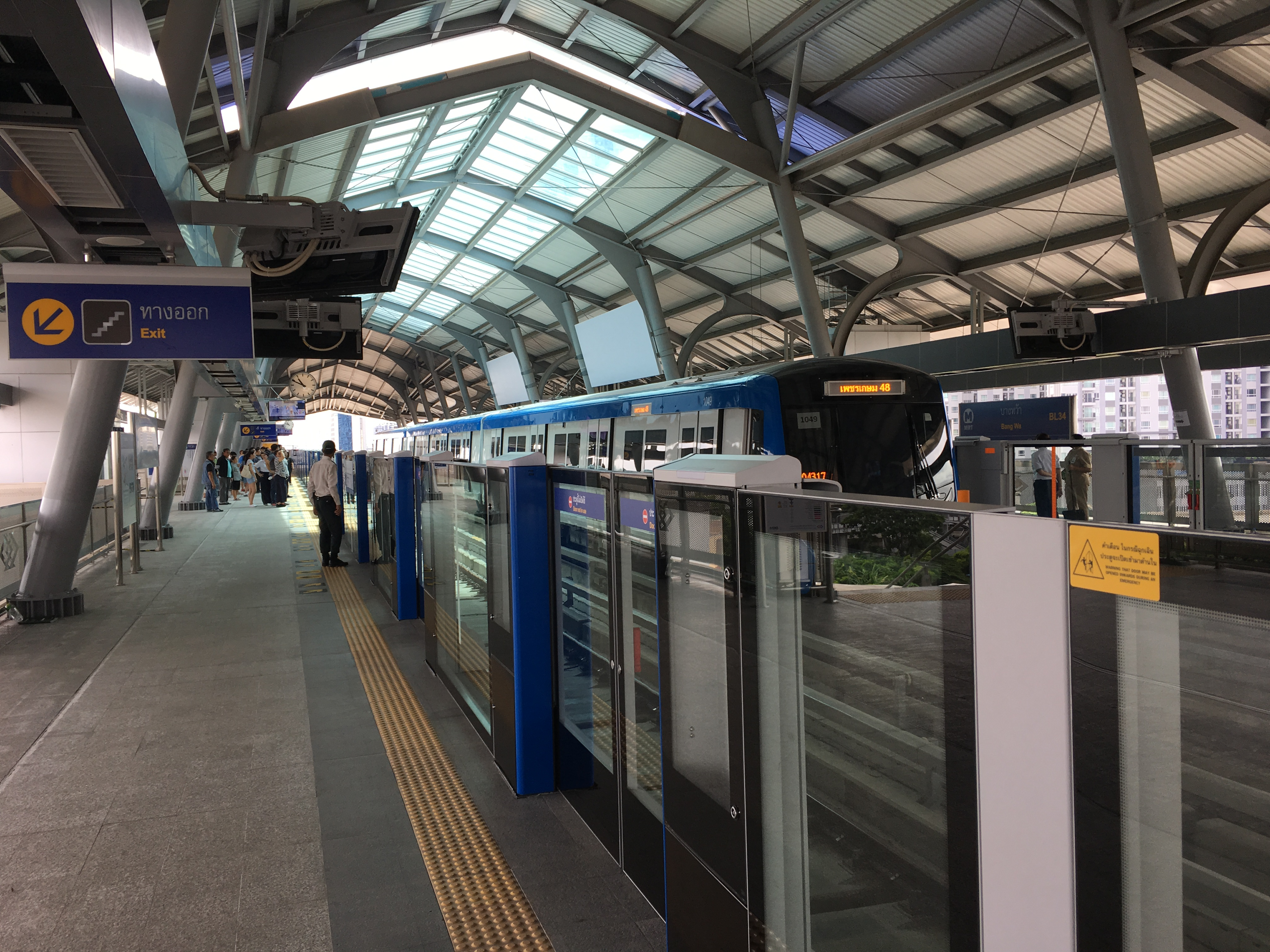
Ke ga Tuyến xanh dương
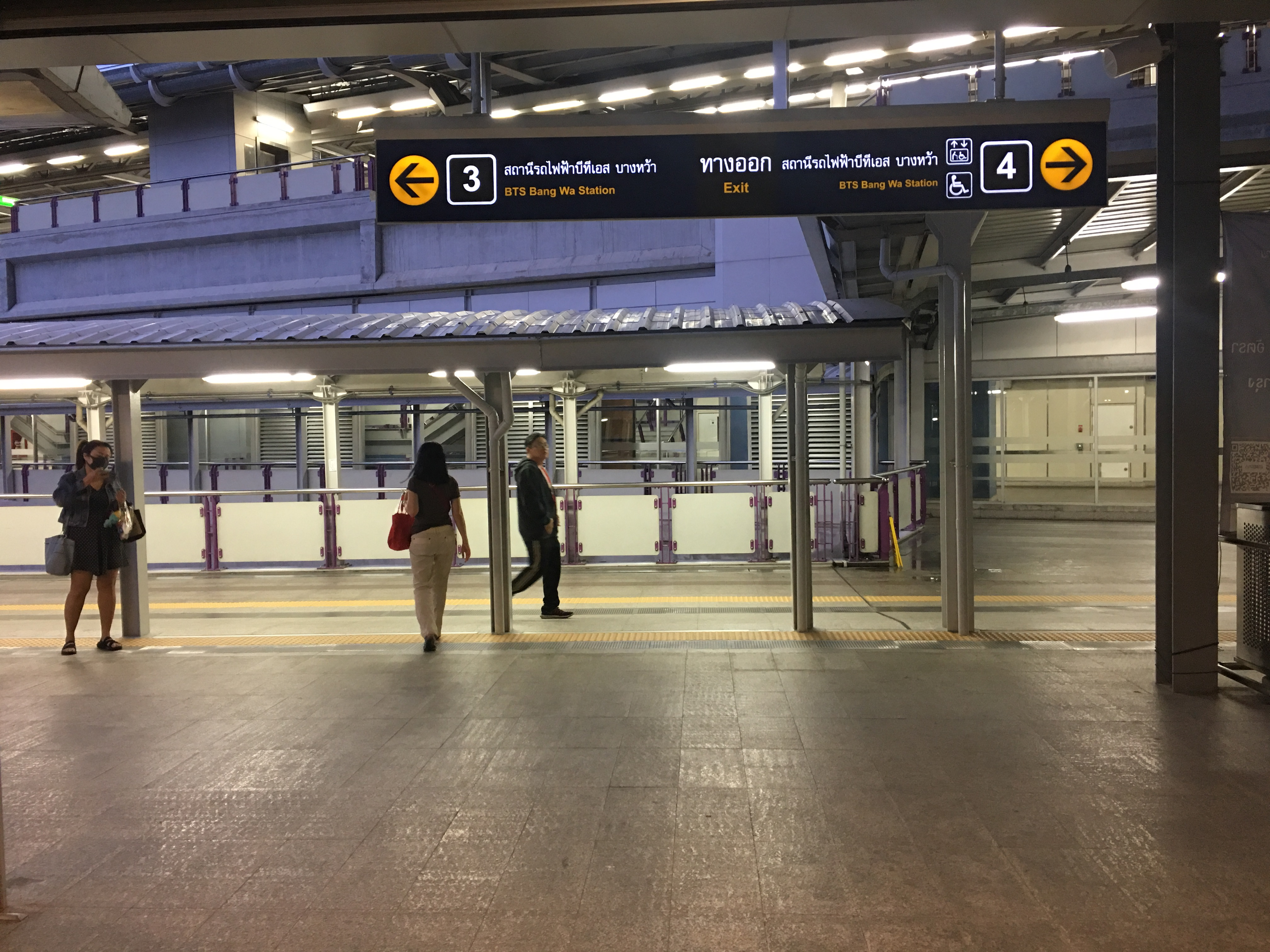
Điểm chuyển đổi
Bảng hiệu ga Bang Wa (MRT)